# Festival international du film Etiuda & Anima
Le Festival international du film Etiuda & Anima est un festival international de cinéma organisé chaque année à Cracovie depuis 1994.

## Historique
L'idée d’origine de la création de ce festival repose sur des échanges avec Jean Sondel, alors directeur du Festival international des films réalisés par les écoles de cinéma (FIFREC), lors d'une rencontre à Nîmes en 1992 et à l’occasion du premier Festival international du court métrage de Cracovie, organisé au Centre culturel universitaire « Rotunda ». L'initiateur est Bogusław Zmudziński, philosophe et théoricien du cinéma.

## Spécificité et déroulement
Le festival est spécialisé sur la présentation de premières réalisations d’étudiants et jeunes diplômés dans les disciplines du cinéma et notamment, depuis 2005, les courts-métrages d’animation.
Cette manifestation est la plus ancienne de Pologne pour faire connaître le travail des écoles de cinéma et d'art de Pologne et de partout dans le monde et celui des artistes d'animation, professionnels comme étudiants, ainsi que les auteurs indépendants de courts métrages d'animation.
La manifestation s’articule au tour de deux compétitions : 
- « Études » (Etiuda) qui présente des longs métrages et des documentaires réalisés par des étudiants venus du monde entier. Dans cette catégorie sont attribués notamment des dinosaures d’or, d’argent et de bronze, ainsi que des récompenses spéciales comme « Octane 96 » d’Odena Davidoff, représentant de la Sam Spiegel School Film and Television, ainsi qu’un dinosaure spécial pour les meilleures écoles participant à la compétition.
- « Anima » (depuis 2005) est consacrée aux courts-métrages d'animation. Dans cette catégorie sont décernés des Jabberwocky d’or, d’argent et de bronze pour les meilleurs film d'animation.

Des prix distinguant des enseignants des écoles participantes sont également décernés dans les deux sections.
Durant la durée du festival, sont organisés des événements artistiques divers liés aux auteurs de courts-métrages, de documentaires, de longs métrages, de films expérimentaux et d'animation : expositions, conférences, ateliers, etc.
En 2011, le film de Georges Méliès Le Voyage dans la Lune en version restaurée a fait l'ouverture du festival.
En 2014 et 2015, deux sélections de cinq films court-métrage français de la Nouvelle Vague, établies et commentées par Tadeusz Lubelski, sont présentées au public.

## Les festivals

### 19efestival (2012)
Invités francophones
- invité spécial : Théodore Ushev qui a présenté une conférence sur 10 animations visionnaires du Canada
- Pierre Mazingarbe[3] pour Le Roi des Belges
- Morgan Simon[4]

Rétrospective des films de Jean-François Laguionie, réalisateur du Tableau
- La Demoiselle et le Violoncelliste
- L'Arche de Noé
- Une bombe par hasard...
- Potr' et la fille des eaux
- L'Acteur
- Le Masque du Diable
- La Traversée de l'Atlantique à la rame

### 23efestival (2016)
Le film projeté à la séance d'ouverture est Louise en hiver de Jean-François Laguionie, dont c'est la première en Pologne.

## Lauréats francophones
Ne sont cités ici que des lauréats francophones ; pour la liste complète, se reporter à Wikipédia en polonais
- 2004 (diplôme d'honneur) : Arthur de Pins, pour La Révolution des crabes[6]
- 2004 : David Devaux, pour Le dernier hurlement[7]
- 2007 (diplôme d'honneur) : Corentin Rouge pour James Dean[8]
- 2009 (dinosaure d'or spécial pour l'ensemble de son œuvre) : Marcel Łoziński[9]
- 2009 (Jabberwocky d'or) : Rémi Durin pour De si près[10]
- 2009 (prix du public) : Claude Cloutier pour Isabelle au bois dormant[11]
- 2012 (Jabberwocky d'or) : Patrick Bouchard (Canada/Québec) pour son film Bydło[12]
- 2012 (diplôme d'honneur) : Michèle Lemieux (Canada/Québec) pour son film Le grand ailleurs et le petit ici[13]
- 2012 (dinosaure d'argent) : Guillaume Legrand (France) pour Le Souffle court[14]
  - Décerné pour « La parfaite maîtrise du langage cinématographique et la graduation des émotions dans le jeu de l'actrice Manon Klein[15] »
- 2012 (prix spécial du directeur) : Théodore Ushev (Canada/Québec) pour son film Demoni[16].
- 2013 (Jabberwocky de bronze) : Jérémy Clapin pour Palmipedarium[17],
  - Le film nous entraîne dans son atmosphère étrange et tendue. En son centre se trouve un enfant qui, étant un homme, est à la fois créateur et destructeur.
- 2013 (Jabberwocky d'or spécial pour le meilleur travail étudiant) : Ascension, de Thomas Bourdis, Martin de Coudenhove, Caroline Domergue, Colin Laubry, Florian Vecchione[17]
  - Pour l'excellente qualité de la maîtrise visuelle et comique, et l'histoire, qui est intelligente, ironique et absurde.
- 2013 (prix d'honneur) : Élise Simard pour My Little Underground[17]
- 2013 (prix du jury étudiant) : Julie Charette pour Dents de Lait[17]
  - La créatrice, en recourant à des moyens d'expression cinématographique simples et justes, a traité du problème de la perte d'un être cher. Le film nous a enchanté par sa forme concise, et surtout, par sa métaphore extraordinaire.